# ゲイリー・マッキノン

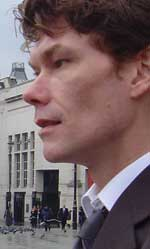
ゲイリー・マッキノン

ゲイリー・マッキノン（Gary McKinnon 1966年- ）はイギリス人の男性クラッカー、犯罪者。
2002年、米国の政府関連のコンピュータシステムにセキュリティの欠陥を発見し侵入、その後、不正アクセスを数年間に渡って続けクラック（ハッキング）行為を行ったとされるコンピュータ犯罪者。
地球に墜落したUFOからのリバースエンジニアリングであるフリーエネルギーの存在やNASAのUFO観測データ捏造工作とそれを指示していたであろう米国政府の国家的隠蔽行為を白日のもとに曝したとして彼を英雄視をする論者も存在する。しかし、これらの陰謀論はゲイリーが罪を逃れる為の嘘であるとの批判的な論調も多数ある。
米国政府はゲイリーの身柄引き渡しを英国に要求。2008年10月、当時のジャッキー・スミス英内相はゲイリーの米国への引き渡しを命じる決定を下した。

これに対し弁護団は、被告がアスペルガー症候群であると主張、英高等法院にこの決定を取り消すよう求めていた。

ゲイリーの母親ジャニス・シャープはこの判決に「とても悲しい。人の人生をこんな風に踏みにじることが正しいとする法律は、誤った法律だ」と英高等法院に怒りをぶつけ、被告の弁護団も同日、「法的な争いはまだ終わっていない」と述べ、その後控訴。

英国自閉症協会 (National Autistic Society) は高等法院の決定に「非常に失望している」との声明を発表し、アスペルガー症候群である人を送還すべきではないという考えを表明した。
結局、ジャニスや弁護団の控訴、英国自閉症協会の抗議によって判決は覆り、2019年現在も米国への引き渡しは拒否されたままとなっており、一方のゲイリーは支援者の庇護の下、現在も定期的にクラッキングで得た情報の暴露を続けている。